# 23821 Morganmonroe
23821 Morganmonroe là một tiểu hành tinh vành đai chính với chu kỳ quỹ đạo là 1870.1304530 ngày (5.12 năm).
Nó được phát hiện ngày 24 tháng 8 năm 1998.